# Estnische Nationalbibliothek
Die Estnische Nationalbibliothek (estnisch Eesti Rahvusraamatukogu) befindet sich auf dem Berg Tõnismägi im Zentrum der Stadt Tallinn. Sie ist eine der bedeutendsten öffentlich-rechtlichen Einrichtungen zur Bewahrung und Vermittlung estnischer Kultur.

## Geschichte
Am 21. Dezember 1918 erließ die Provisorische Regierung der gerade souverän gewordenen Republik Estland einen Erlass zur Gründung der Staatsbibliothek (Riigi Raamatukogu). Der Bestand von etwa 2000 Büchern befand sich ursprünglich in einem Seitenflügel des Tallinner Schlosses und war nur Abgeordneten des estnischen Parlaments zugänglich. Seit 1919 muss jedes in Estland gedruckte Buch mit einem Pflichtexemplar an die Bibliothek abgegeben werden. 1935 wurde eine Archivaliensammlung estnischer Drucke eingerichtet. In den 1930er Jahren war der Bestand auf etwa 50.000 Einheiten angewachsen und nun jedermann zugänglich.
Mit der sowjetischen Besetzung Estlands wurde die Institution 1940 in Staatliche Bibliothek der Estnischen SSR (Eesti NSV Riiklik Raamatukogu) umbenannt. Die Sammlung wurde um sowjetische Druckwerke erweitert, die vor allem Pflichtexemplare aus der gesamten UdSSR umfasste. Teile der Bibliothek, die den kommunistischen Machthabern unliebsame Werke enthielten, wurden für die Öffentlichkeit gesperrt. 1953 erhielt die Bibliothek den Namen des estnischen Literaten und Publizisten Friedrich Reinhold Kreutzwald (1803–1882). Der Bestand wuchs auf etwa eine Million Einheiten an.
Im Jahr 1988, im Zeichen von Glasnost und Perestroika, erhielt die Bibliothek ihren heutigen Namen. Seit dieser Zeit erfüllt sie die klassischen Aufgaben einer Nationalbibliothek. Seit 1989 ist sie gleichzeitig estnische Parlamentsbibliothek.
Anfang 2009 umfasste der Bestand mehr als 3,4 Millionen Medieneinheiten.

## Gebäude
Das Gebäude wurde in den Jahren 1985 bis 1993 als festungsartiger Bau nach den Plänen des estnischen Architekten Raine Karp errichtet. Von den acht Stockwerken befinden sich zwei unter der Erde. Neben den Magazinen umfasst das Gebäude ein Konferenzzentrum, einen Theatersaal sowie verschiedene Ausstellungssäle. 600 Leseplätze stehen den Besuchern zur Verfügung.